# وادي الناصرة (المخادر)

تعديل مصدري - تعديل

وادي الناصرة محلة تابعة لقرية الناصرة، التابعة لعزلة السحول بمديرية المخادر إحدى مديريات محافظة إب في الجمهورية اليمنية، بلغ تعداد سكانها 246 حسب تعداد اليمن لعام 2004.